# Izby rolnicze w Polsce
Izby rolnicze w Polsce – instytucje samorządu gospodarczego reprezentujące interesy rolników, producentów rolnych, osób prowadzących gospodarstwa rolne.
Samorząd rolniczy jest najlepiej pod względem formalnoprawnym zorganizowaną formą samorządu gospodarczego w Polsce.

## Historia

### II Rzeczpospolita
Rozporządzeniem Prezydenta Rzeczypospolitej z 1928 r. o izbach rolniczych ustanowiono izby rolnicze. O utworzeniu izby rolniczej, jej siedzibie i granicach decydowała Rada Ministrów na wniosek Ministra Rolnictwa w porozumieniu z Ministrem Reform Rolnych. Obszar działalności izby rolniczej obejmował teren jednego województwa.
Były to jednostki samorządu gospodarczego i osoby publiczno-prawne, mające na celu obronę interesów rolników, wspieranie ich rozwoju i podejmowanie środków zespalających działalność gospodarczą. Szczegółową organizację izby określał statut.
W zakresie samodzielnego popierania rolnictwa do zadań izb rolniczych należało:
- zakładanie i utrzymywanie szkół rolniczych oraz szerzenie oświaty rolniczej pozaszkolnej;
- organizowanie doświadczalnictwa we wszystkich gałęziach produkcji rolnej;
- organizowanie wystaw i pokazów rolniczych;
- udzielanie porad i pomocy fachowej w sprawach rolnictwa;
- organizowanie rachunkowości gospodarstw rolnych;
- organizowanie melioracji rolnych;
- organizowanie hodowli, w szczególności kwalifikowanie gospodarskich zwierząt zarodowych i prowadzenie ksiąg tych zwierząt, wykonywanie kontroli gospodarstw hodowlanych oraz produktów hodowli;
- kwalifikowanie nasion i ziemiopłodów wprowadzanych do obrotu handlowego jako materiał uszlachetniony;
- organizowanie akcji ochrony roślin przed chorobami roślin i szkodnikami oraz akcji tępienia chwastów;
- współdziałanie w zaspakajaniu potrzeb rolnictwa w zakresie nawozów sztucznych, nasion, pasz, maszyn rolniczych, inwentarza żywego i innych środków produkcji;
- organizowanie lecznictwa zwierząt domowych;
- organizowanie gospodarstw leśnych w lasach niestanowiących własności państwa oraz zalesienie nieużytków;
- organizowanie ochrony rolnictwa przed klęskami elementarnymi oraz pomocy dla gospodarstw przez klęski nawiedzione;
- badanie opłacalności poszczególnych gałęzi produkcji rolnej i określanie istotnych kosztów produkcji;
- współdziałanie w zaspakajanie potrzeb rolnictwa w zakresie kredytu;
- współdziałanie w sprawie organizacji zbytu produktów rolnych oraz przy ustalaniu cen tych produktów, w szczególności na giełdach i targach;
- zbieranie danych statystycznych dotyczących rolnictwa;
- opieka nad gospodarstwami, powstałymi z przebudowy ustroju rolnego;
- współdziałanie w organizowaniu ubezpieczeń w rolnictwie;
- opieka nad spółkami wodnymi, pastwiskowymi i leśnymi.

Organami izby rolniczej były:
- rada izby,
- zarząd izby,
- prezes izby.

Skład rady izby tworzyli:
- radcowie z wyboru,
- radcowie mianowani przez Ministra Rolnictwa,

Ogólna liczba radców z wyboru wynosiła od 20 do 70 osób.
Do zakresu działania izby należało:
- uchwalanie preliminarzy budżetowych i zamknięć rachunkowych izby,
- ustalanie na rzecz izby opłat, których wprowadzenie uzależnione było od decyzji izby,
- decydowanie o zaciąganiu pożyczek, o nabywaniu, zbywani i obciążaniu majątku izby oraz o przyjmowaniu na rzecz izby darowizna i zapisów.

Dochód izby składał się z:
- opłat za świadczenia i usługi, pobierane od rolników przez izbę;
- dochodów z własnego majątku izby;
- opłat ustanowionych na rzecz izby na mocy obowiązujących ustaw;
- zasiłków rządowych, samorządowych lub innych.

Dochody izby rolniczej wg rozporządzenia z 1932 r. składały się z:
- 3% udziału w ogólnej kwocie państwowego podatku gruntownego, pobranego w obrębie izby;
- 50% kwot uzyskanych w okręgu izby na podstawie przepisów obowiązujących o finansach komunalnych, wynikających z obciążeń gruntów dodatkiem samorządowym do państwowego podatku gruntowego na rzecz samorządu wojewódzkiego;
- opłat ustanowionych na rzecz izby na mocy obowiązujących ustaw;
- opłat za świadczenia i usługi pobieranych od rolników przez izbę;
- zasiłków rządowych, samorządowych lub innych.

### Polska Ludowa
W 1944 r., w celu przyspieszenia przebudowy ustroju rolnego i wsparcia rozwoju rolnictwa po zniszczeniach wojennych, przywrócono funkcjonowanie izb rolniczych, które podjęły działalność na mocy rozporządzenia Prezydenta Rzeczypospolitej z 1928 r. o izbach rolniczych. Izby wzorując na przykładach rozwiązań organizacyjnych z okresu międzywojennego, przyjęły struktury w układzie poszczególnych województw. W statutach określano ich zadania i obowiązki oraz uprawnienia organów kolegialnych.
Do szczególnych zadań izb rolniczych należało:
- przedstawicielstwo i obrona interesów rolnictwa,
- samodzielne przedsiębranie środków do wszechstronnego popierania rolnictwa,
- współdziałanie z władzami państwowymi i samorządowymi w sprawach rolnictwa.

W powojennej działalności izb rolniczych odwoływano się do ustawy z 1934 r. o nadzorze nad hodowlą bydła, trzody chlewnej i owiec, ustawy z 1934 r. o nadzorze nad hodowlą koni oraz ustawy z 1936 r. o mleczarstwie.
Izby zniesiono na podstawie dekretu z 1946 r. o zniesieniu izb rolniczych, a ich zadania w dziedzinie rolnictwa przeszły na stowarzyszenie „Związek Samopomocy Chłopskiej”. Majątek izb rolniczych pozostały po umorzeniu ich zobowiązań, przekazano na cele rolnicze stowarzyszeniu „Związek Samopomocy Chłopskiej”. Prezes Rady Ministrów w porozumieniu z Ministrem Rolnictwa i Reform Rolnych wyznaczył komisarza do przeprowadzenia likwidacji izb rolniczych. Przywrócenie izb nastąpiło dopiero na mocy ustawy z 1995 r.

## Współczesne izby rolnicze
W Polsce izby rolnicze przywrócono w obecnej formie na mocy ustawy z dnia 14 grudnia 1995 roku o izbach rolniczych i tworzą one samorząd rolniczy. Ustawa zastrzega, że izby mają wyłączne prawo do posługiwania się nazwą „izba rolnicza”. Żaden inny podmiot nie może jej używać. Nadzór nad izbami rolniczymi w zakresie zgodności z prawem wykonują odpowiedni wojewodowie.
Przynależność do izb rolniczych jest w Polsce obowiązkowa.
Członkami samorządu rolniczego na mocy prawa są:
- osoby fizyczne i prawne, będące podatnikami podatku rolnego w rozumieniu przepisów o podatku rolnym,
- osoby fizyczne i prawne, będące podatnikami podatku dochodowego z działów specjalnych produkcji rolnej w rozumieniu przepisów o podatku dochodowym od osób fizycznych,
- członkowie rolniczych spółdzielni produkcyjnych posiadający w tych spółdzielniach wkłady gruntowe.

### Krajowa Rada Izb Rolniczych
Na poziomie krajowym wszystkie izby tworzą Krajową Radę Izb Rolniczych {KRIR}. Rada posiada osobowość prawną, a w jej skład wchodzą prezesi izb rolniczych i po jednym delegacie z każdej izby.
Rada reprezentuje samorząd rolniczy przed sejmem, senatem i administracją rządową, która ma obowiązek zasięgać opinii Rady o projektach ustaw i rozporządzeń dotyczących rolnictwa, rozwoju wsi oraz rynku rolnego. Ponadto opiniuje ona założenia polityki rolnej oraz wszelkie projekty aktów prawa dotyczące rolnictwa i gospodarki żywnościowej. Rada zarządza wybory do walnych zgromadzeń izb rolniczych oraz pomaga im w wykonywaniu ich zadań.
Rada działa poprzez dwa organy. Pierwszym organem jest zarząd z prezesem na czele, który realizuje zadania przy pomocy biura KRIR. Drugim organem jest komisja rewizyjna, która pełni funkcje kontrolne. Działania Rady są finansowane z kilku źródeł. Przede wszystkim są to składki od izb rolniczych. Po wtóre dochodami Rady mogą być: spadki, darowizny i zapisy, opłaty za usługi Rady, wpływy z oprocentowania lokat i rachunków oraz inne źródła.
Nadzór nad Radą w zakresie zgodności z prawem wykonuje minister rolnictwa.